# Harperocallis flava
Harperocallis flava là một loài thực vật có hoa trong họ Tofieldiaceae. Loài này được McDaniel mô tả khoa học đầu tiên năm 1968.